# ザゴラ
ザゴラ(Zagora)とは、フランス生産・フランスとアメリカで調教されていた競走馬である。主な勝ち鞍は、2011年のダイアナステークス、2012年のBCフィリー&メアターフ。

## 戦績
2歳時(2009年)
8月にドーヴィル競馬場で行われた未勝利戦でデビュー勝ちを飾る。次走の一般競走を連勝して挑んだGIIIレゼルヴォワール賞は4着に敗れて2歳シーズンを終えた。
3歳時(2010年)
4月にサンクルー競馬場で行われたリステッド競走を2着した後、GIIIヴァントー賞を勝利して重賞初制覇を飾る。しかし、GI初挑戦となった次走の仏オークスではスタセリタの5着に敗れた。次走のGIIIプシケ賞は勝利したものの、続くGIIIノネット賞を3着、アメリカへ遠征して挑んだクイーンエリザベス2世チャレンジカップステークスでは2着に惜敗した。フランス在籍時代は計9戦4勝の成績を残して、アメリカへ移籍した。
4歳時(2011年)
移籍後の初戦となった3月のGIIIヒルズボローステークスで2着に入るとその後は重賞戦線で惜敗が続いていたが、7月のGIダイアナステークスでは直線残り200mで先頭に立つとリードを保ったままゴールし、初のGIタイトルを獲得した。しかし、次走のカナディアンステークスは7着に敗れ、4歳シーズンを終えた。
5歳時(2012年)
始動戦のGIIIエンデヴァーステークスを勝利すると、前年度2着に敗れていたヒルズボローステークスも連勝する。しかし、連勝の勢いで挑んだGIジェニーワイリーステークスでは5着に敗れる。続くGIIIギャロレットハンデキャップは勝利するも、連覇をかけて挑んだダイアナステークスでは3着に敗れた。次走のGIIボールトンスパステークスでは勝利をおさめるが、GIフラワーボウル招待ステークスでは2着に惜敗し、なかなかGIレースで勝ちきれずにいた。しかし、次走のBCフィリー&メアターフでは最後の直線で外から先頭を差し切り、ザフューグら欧州勢を退けてGI2勝目を挙げ、このレースを最後に現役を引退した。翌2013年のエクリプス賞授賞式では、GI勝利を含む年間8戦5勝の成績が評価され、最優秀芝牝馬部門に選出された。

## 血統表
| ザゴラの血統            | ザゴラの血統                                         | ザゴラの血統                                         | （血統表の出典）                                     | （血統表の出典） |
| 父系                    | ニジンスキー系                                       | ニジンスキー系                                       | ニジンスキー系                                       |                  |
| 父 Green Tune 1991 栗毛 | 父の父Green Dancer 1972 鹿毛                         | Nijinsky 1967                                        | Northern Dancer                                      | Northern Dancer  |
| 父 Green Tune 1991 栗毛 | 父の父Green Dancer 1972 鹿毛                         | Nijinsky 1967                                        | Flaming Page                                         |                  |
| 父 Green Tune 1991 栗毛 | 父の父Green Dancer 1972 鹿毛                         | green Valley 1967                                    | ヴァルドロワール                                     | ヴァルドロワール |
| 父 Green Tune 1991 栗毛 | 父の父Green Dancer 1972 鹿毛                         | green Valley 1967                                    | Sky Pola                                             |                  |
| 父 Green Tune 1991 栗毛 | 父の母Soundings 1983 鹿毛                            | Mr.Prospector 1970                                   | Raise a Native                                       | Raise a Native   |
| 父 Green Tune 1991 栗毛 | 父の母Soundings 1983 鹿毛                            | Mr.Prospector 1970                                   | Gold Digger                                          |                  |
| 父 Green Tune 1991 栗毛 | 父の母Soundings 1983 鹿毛                            | Ocean's Answer                                       | Northern Answer                                      | Northern Answer  |
| 父 Green Tune 1991 栗毛 | 父の母Soundings 1983 鹿毛                            | Ocean's Answer                                       | South Ocean                                          |                  |
| 母 Zaneton 2001 青鹿毛  | 母の父Mtoto 1983 鹿毛                                | Busted 1963                                          | Crepello                                             | Crepello         |
| 母 Zaneton 2001 青鹿毛  | 母の父Mtoto 1983 鹿毛                                | Busted 1963                                          | Sans le Sou                                          |                  |
| 母 Zaneton 2001 青鹿毛  | 母の父Mtoto 1983 鹿毛                                | Amazer 1967                                          | Mincio                                               | Mincio           |
| 母 Zaneton 2001 青鹿毛  | 母の父Mtoto 1983 鹿毛                                | Amazer 1967                                          | Alzara                                               |                  |
| 母 Zaneton 2001 青鹿毛  | 母の母Party Zane 1996 鹿毛                           | Zafonic 1990                                         | Gone West                                            | Gone West        |
| 母 Zaneton 2001 青鹿毛  | 母の母Party Zane 1996 鹿毛                           | Zafonic 1990                                         | Zaizafon                                             |                  |
| 母 Zaneton 2001 青鹿毛  | 母の母Party Zane 1996 鹿毛                           | Party Doll 1986                                      | Be My Guest                                          | Be My Guest      |
| 母 Zaneton 2001 青鹿毛  | 母の母Party Zane 1996 鹿毛                           | Party Doll 1986                                      | Midnight lady                                        |                  |
| 母系(F-No.)             | 16号族(FN:16)                                        | 16号族(FN:16)                                        | 16号族(FN:16)                                        |                  |
| 5代内の近親交配         | Mr.Prospector3×5=15.63%、Northern Dancer4×5×5=12.50% | Mr.Prospector3×5=15.63%、Northern Dancer4×5×5=12.50% | Mr.Prospector3×5=15.63%、Northern Dancer4×5×5=12.50% |                  |